# Vs.
A Vs. a Pearl Jam második lemeze, 1993. október 19-én jelent meg az Epic  kiadónál. 1995-ben Grammy-jelölést kapott a „legjobb rock album” kategóriában. Néhány dal a lemezről még ma is hallható a rádiókban (elsősorban külföldön). A lemez 7-szeres platina státuszt ért el napjainkig.

## Az albumcím eredete
A "vs." angol nyelvterületen a "versus" (ellen) rövidítése; főleg vitás felek neve között szerepel.

## Számok
1. Go – (Abbruzzese, Ament, Gossard, McCready, Vedder) – 3:12
2. Animal – (Abbruzzese, Ament, Gossard, McCready, Vedder) – 2:49
3. Daughter – (Abbruzzese, Ament, Gossard, McCready, Vedder) – 3:55
4. Glorified G. – (Abbruzzese, Ament, Gossard, McCready, Vedder) – 3:26
5. Dissident – (Abbruzzese, Ament, Gossard, McCready, Vedder) – 3:35
6. W.M.A. – (Abbruzzese, Ament, Gossard, McCready, Vedder) – 5:59 /A W.M.A. a "White Male American" rövidítése/
7. Blood – (Abbruzzese, Ament, Gossard, McCready, Vedder) – 2:50
8. Rearviewmirror – (Abbruzzese, Ament, Gossard, McCready, Vedder) – 4:44
9. Rats – (Abbruzzese, Ament, Gossard, McCready, Vedder) – 4:15
10. Elderly Woman Behind The Counter In A Small Town – (Abbruzzese, Ament, Gossard, McCready, Vedder) – 3:15
11. Leash – (Abbruzzese, Ament, Gossard, McCready, Vedder) – 3:09
12. Indifference – (Abbruzzese, Ament, Gossard, McCready, Vedder) – 5:02

## Kislemezek az albumról
- Go / Elderly Woman Behind The Counter in a Small Town (Acoustic) / Alone (1993)
- Animal / Animal (Live) / Jeremy (Live) (1993)
- Daughter / Blood (Live) / Yellow Ledbetter (Live) (1993)
- Dissident / Release (Live) / Rearviewmirror (Live) / Even Flow (Live) / Dissident (Live) / Why Go (Live) / Deep (Live) (1994)

A Rearviewmirror c. dalhoz készült videóklip is, habár a banda a Jeremy után nem akart több klipet készíteni.